# Mar dulce
Mar Dulce es un álbum realizado por el grupo Bajofondo, formado por artistas argentinos y uruguayos; cuyos trabajos pertenecen al estilo musical denominado tango fusión.
El álbum fue grabado en Buenos Aires, Argentina; en la primera fase se grabaron bajo, violín, bandoneón, guitarras y piano, luego se añadió la orquesta de cuerdas bajo la dirección de Alejandro Terán. Posteriormente la batería acústica se grabó en Los Ángeles. Diferentes artistas invitados grabaron sus canciones en Nueva York, Los Ángeles, Tokio, Montevideo y Madrid.
Los artistas invitados de este álbum son: el músico británico Elvis Costello, en el track Fairly Right; la cantante Nelly Furtado; Lágrima Ríos, realizando su última grabación de por vida con la canción Chiquilines, escrita especialmente para ella por Gustavo Santaolalla; Gustavo Cerati; Mala Rodríguez, Fernando Santullo, miembro de Peyote Asesino; Juan Subirá, miembro de Bersuit Vergarabat, con una canción compuesta por él; y el bandoneonista japonés Ryota Komatsu colaborando con el primer sencillo del álbum: Pa'Bailar.

## Estilo musical
En los cinco años que transcurrieron desde la grabación del primer disco, Bajofondo se transformó de un proyecto impulsado por dos productores (Gustavo Santaolalla y Juan Campodónico) a una banda de ocho miembros que tomó amplia repercusión internacional. La fusión original de la música electrónica y el tango, se dilató para integrar otros géneros rioplatenses, sin dejar de lado la electrónica, el rock y el hip hop. Se puede notar en Bajofondo la intención de internacionalizar la música local con visión cosmopolita y contemporánea, como antes lo hicieran Georges Roos, Manolo Guardia, Daniel Lencina y Hebert Escayola.

## Listado de pistas
| 1. Grand Guignol 2. Cristal 3. Ya No Duele (con Santullo) 4. Hoy (con Juan Subirá) 5. Pa' bailar (con Ryota Komatsu) 6. Pulmón 7. Fairly Right (con Elvis Costello) 8. El Mareo (con Gustavo Cerati) 9. El Andén (con Mala Rodríguez) 10. Infiltrado 11. Borges Y Paraguay 12. Tuve Sol (con Verónica Loza) 13. No Pregunto Cuántos Son 14. Slippery Sidewalks (con Nelly Furtado) 15. Zitarrosa 16. Chiquilines (con Lágrima Ríos) | 1. Grand Guignol 2. Cristal 3. Ya No Duele (con Santullo) 4. Hoy (con Juan Subirá) 5. Pa' Bailar (con Ryota Komatsu) 6. Pulmón 7. Fairly Right (con Elvis Costello) 8. El Mareo (con Gustavo Cerati) 9. El Andén (con Mala Rodríguez) 10. Infiltrado 11. Borges Y Paraguay 12. Tuve Sol (con Verónica Loza) 13. No Pregunto Cuántos Son 14. Baldosas Mojadas (con Nelly Furtado)1 15. Zitarrosa 16. Chiquilines (con Lágrima Ríos) 17. Pa' Bailar (Siempre Quiero Más) (con Julieta Venegas) iTunes bonus tracks 18. Fairly Right versión alterna2 19. Slippery Sidewalks (con Nelly Furtado) |  |

1 Versión en español de Slippery Sidewalks.

2 Versión alterna sin Elvis Costello, con las voces de Gustavo Santaolalla.

## Posicionamiento en listas
| Lista (2009)      | Mejor posición |
| ----------------- | -------------- |
| Argentina (CAPIF) | 1              |